# Грамм

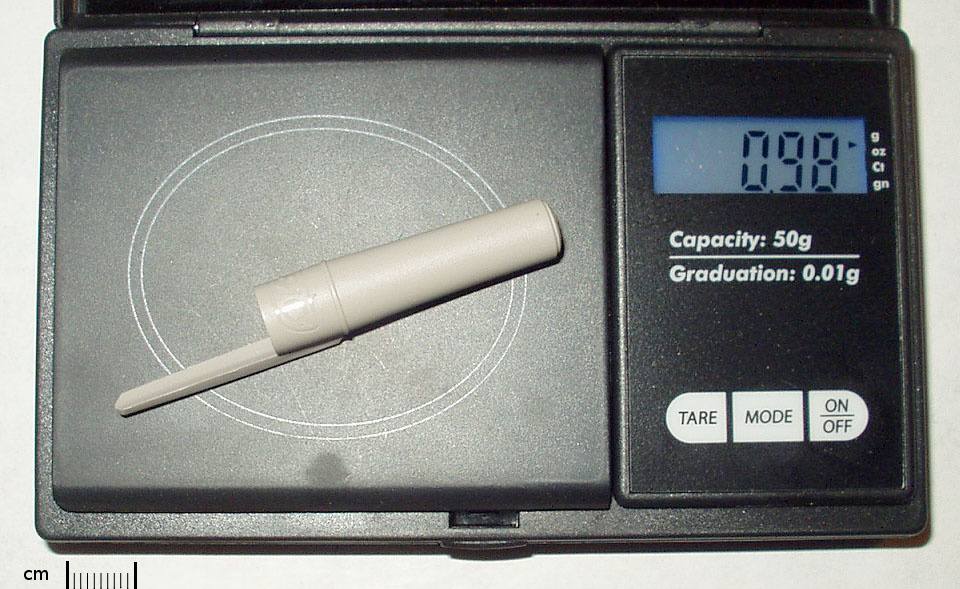
Колпачок от ручки массой 0,98 грамма

Грамм (фр. gramme; русское обозначение: г; международное: g) — единица измерения массы, одна из основных единиц системы СГС, дольная единица массы в Международной системе единиц (СИ). Впервые была введена во Франции 7 апреля 1795 года.
Кратная единица грамма, килограмм (1000 граммов), является единицей массы в СИ и одной из семи основных единиц СИ. С точностью до 0,2 % он равен массе 1 дм³ химически чистой воды при температуре её наибольшей плотности (около +4 °C).
Наиболее часто используемые кратные единицы:
- Килограмм — 103 грамма (обозначение: кг);
- Центнер — 105 грамма (обозначение: ц);
- Тонна — 106 грамма (обозначение: т).

Наиболее часто используемые дольные единицы:
- Зептограмм — 10−21 грамма (одна секстиллионная часть грамма; обозначение: зг);
- Пикограмм — 10−12 грамма (одна триллионная часть грамма; обозначение: пг);
- Нанограмм — 10−9 грамма (одна миллиардная часть грамма; обозначение: нг);
- Микрограмм — 10−6 грамма (одна миллионная часть грамма; обозначение: мкг);
- Миллиграмм — 10−3 грамма (одна тысячная часть грамма; обозначение: мг).